# Ahmad Tejan Kabbah
Ahmad Tejan Kabbah (ur. 16 lutego 1932 w Pendembu, zm. 13 marca 2014 we Freetown) – prezydent Sierra Leone w latach 1996–1997 i 1998–2007. Wcześniej pracował w Programie Narodów Zjednoczonych ds. Rozwoju (UNDP). Do Sierra Leone powrócił w 1992. W 1996 został wybrany prezydentem. Przez większość kadencji zmagał się z wojną domową. W okresie od marca 1997 do maja 1998 był odsunięty od władzy. Powrócił do niej po interwencji państw ECOWAS.

## Młodość i edukacja
Kabbah urodził się w Pendembu, w dystrykcie Kailahun we wschodniej części Sierra Leone. Naukę rozpoczął w szkole katolickiej. Poślubił również katoliczkę, Patricię Tucker. W 1959 ukończył ekonomię na Uniwersytecie w Aberystwyth w Walii. Później rozpoczął studia prawnicze, zakończone w 1969. Został członkiem elitarnego stowarzyszenia Gray’s Inn w Londynie.

## Kariera międzynarodowa
Kabbah przez całą zawodową karierę był urzędnikiem. Był komisarzem okręgów w Bombali i Kambia (Prowincja Północna) oraz Moyamba i Bo (Prowincja Południowa). Później został sekretarzem w kilku ministerstwach.

### Narody Zjednoczone
Przez prawie dwie dekady był urzędnikiem cywilnym. Pełnił funkcję wicedyrektora Programu Narodów Zjednoczonych ds. Rozwoju dla Zachodniej Afryki. W 1973 został szefem operacji UNDP w Lesotho, a następnie w Tanzanii, Ugandzie i Zimbabwe.
Po przeprowadzeniu oenzetowskich programów w Afryce powrócił do Nowego Jorku. Wspierał powstawanie i działalność Organizacji Jedności Afrykańskiej.

## Kariera polityczna w Sierra Leone
W 1992 po opuszczeniu struktur ONZ i militarnych przewrocie w Sierra Leone został przewodniczącym Narodowej Rady Doradczej, organu powołanego do ustanowienia rządów demokratycznych w kraju, m.in. opracowania konstytucji.

### Prezydent
W marcu 1996 Kabbah, lider Ludowej Partii Sierra Leone, został wybrany prezydentem w pierwszych wolnych wyborach. Swój pierwszy gabinet oparł na szerokim zapleczu wszystkich partii będących w parlamencie.
Dążył również do zakończenia trwającej od czterech lat wojny domowej. Dlatego w listopadzie 1996 w Abidżanie w Wybrzeżu Kości Słoniowej podpisał porozumienie pokojowe z Fodayem Sankohem, przywódcą Zjednoczonego Frontu Rewolucyjnego (RUF).

### Zamach stanu
Pierwszą, nieudaną próbę zamachu stanu przeprowadzili w 1996 w Sierra Leone młodsi rangą oficerowie wojskowi. Choć nie powiodła się, kontrola Kabahha nad wojskiem i rządem została znacznie osłabiona.
W maju 1997 Johnny Paul Koroma, przywódca Zjednoczonego Frontu Rewolucyjnego przeprowadził tym razem już udany zamach stanu i Kabbah zmuszony był uciekać do Gwinei. Powrócił do Sierra Leone dopiero po 11 miesiącach, dzięki operacji wojskowej państw ECOWAS.

### Powrót do Sierra Leone
Po powrocie z Gwinei prezydent rozpoczął rozmowy mające doprowadzić do ostatecznego przerwania walk. Porozumienie pokojowe z ruchem rewolucyjnym zostało podpisane 7 lipca 1999 w Lomé. 18 stycznia 2002 podpisano porozumienie o demobilizacji wojsk rewolucyjnych pod auspicjami misji ONZ (misja UNAMSIL, 1999-2005).
W wyborach prezydenckich z 14 maja 2002, Kabbah uzyskał 70% głosów. Kabbah nie mógł ubiegać się o powtórną reelekcję w wyborach prezydenckich w sierpniu 2007. 17 września 2007 na stanowisku prezydenta został zastąpiony przez Ernesta Bai Koromę, który wygrał wybory.